# Peter Turkson

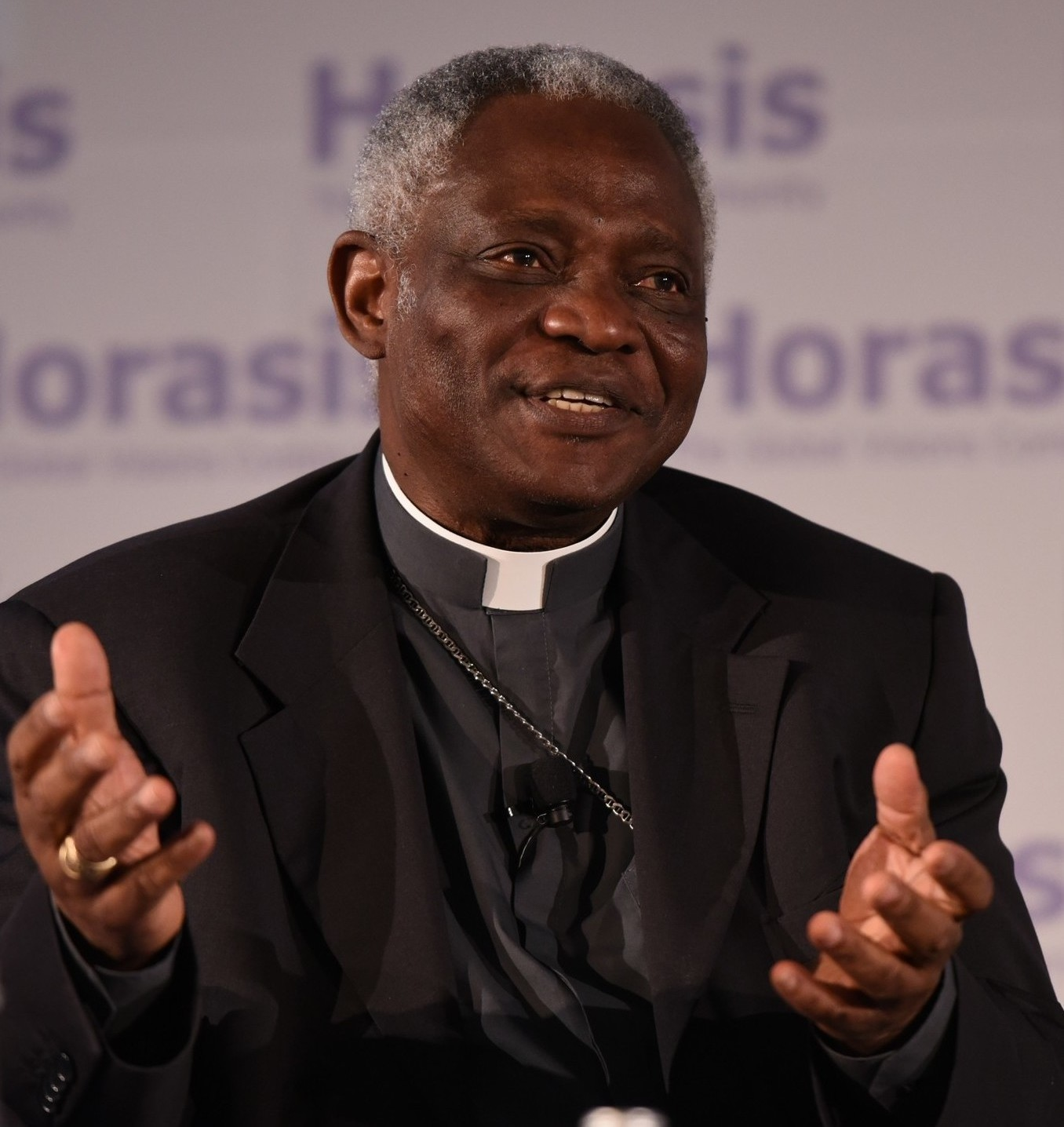
Peter Turkson (2017).

Peter Kodwo Appiah Turkson (n. 11 octombrie 1948, Wassaw Nsuta, Ghana) este un cardinal ghanez al Bisericii Catolice. El este actualul președinte al Consiliului Pontifical pentru Justiție și Pace de la numirea sa de către papa Benedict al XVI-lea la 24 octombrie 2009. Anterior a fost de arhiepiscop romano-catolic de Cape Coast. A fost considerat papabil(en) la conclavul din 2013.